# Bygningskultur
Bygningskultur er et overordnet begreb, der henviser til den samlede masse af historiske bygninger, de håndværkstraditioner, materialer og stilretninger, der knytter sig til disse, samt den folkelige byggeskik, der gennem århundreder har formet vores huse. Ordet bruges ofte positivt til at betegne den bevidste og vidende tilgang til bevaringen og istandsættelsen af historiske huse.
| Arkitektur | Spire Denne arkitekturartikel er en spire som bør udbygges. Du er velkommen til at hjælpe Wikipedia ved at udvide den. |